# مارکو فلورانس
مارکو فلورانس (انگلیسی: Marco Firenze؛ زادهٔ ۲۶ ژوئن ۱۹۹۳) بازیکن فوتبال اهل ایتالیا است.
از باشگاه‌هایی که در آن بازی کرده‌است می‌توان به باشگاه فوتبال پارما، باشگاه فوتبال پیستویزه، باشگاه فوتبال روبور سیه‌نا، باشگاه فوتبال کروتونه، و باشگاه فوتبال پرو ورچلی اشاره کرد.